# Taiwanbamboepatrijs
De Taiwanbamboepatrijs (Bambusicola sonorivox) is een vogel uit de familie fazantachtigen (Phasianidae).

## Verspreiding en leefgebied
Deze soort is endemisch in Taiwan.